# Bill Fincher
William Enoch "Bill" Fincher, född 12 november 1896 i Murray County i Georgia, död 17 juli 1978 i Atlanta i Georgia, var en amerikansk tränare och utövare av amerikansk fotboll (end, tackle), som år 1974 valdes in i College Football Hall of Fame.
Fincher inledde 1915 sina studier vid Georgia Institute of Technology. Redan 1916 var han med om rekordmatchen där Georgia Tech besegrade Cumberland med 222–0, de största segersiffrorna i collegefotbollens historia. Det sista studieåret, 1920, valdes Fincher till årets College Football All-America Team.
År 1921 var Fincher huvudtränare för William & Mary Indians, collegelaget som representerade College of William & Mary i amerikansk fotboll. Laget har senare bytt namn till William & Mary Tribe.